# Dolicheremaeus hirsutus
Dolicheremaeus hirsutus är en kvalsterart som först beskrevs av Wallwork 1962.  Dolicheremaeus hirsutus ingår i släktet Dolicheremaeus och familjen Tetracondylidae. Inga underarter finns listade i Catalogue of Life.